# Рытов, Борис
Борис Рытов (эст. Boriss Rõtov, 16 августа 1937, Москва — 10 сентября 1987, Таллин) — советский эстонский шахматист, чемпион Эстонии по шахматам (1978), мастер спорта СССР (1969).

## Биография
Родился 16 августа 1937 года в Москве, там вырос и окончил среднюю школу. С 1964 года жил и работал в Таллине. В 1969 году победил на чемпионате Прибалтики по шахматам в Риге и стал мастером спорта СССР по шахматам. В 1970 годы выдвинулся в ряды сильнейших шахматистов Эстонии. Три раза в составе сборной Эстонии участвовал в командных чемпионатах СССР (1972, 1975 и 1979); в чемпионате 1979 года завоевал серебряную медаль в индивидуальном зачёте (играл на запасной доске). Также три раза участвовал в престижнейших международных турнирах по шахматам в городе Таллине, где в 1973 году занял 10 место, в 1975 году — 12 место, а в 1979 году — 15 место. В 1978 году стал чемпионом Эстонии по шахматам. Ещё три раза становился медалистом чемпионата Эстонии по шахматам: в 1975 был вторым, а в 1974 и 1976 годах занял третье место. Участвовал в чемпионате Латвии по шахматам 1971 года, где занял высокое 3 место.
В последнее годы жизни работал тренером в шахматном доме имени Пауля Кереса.
Участник полуфиналов чемпионов СССР в заочных шахматах.
Супруга Мэрике Рытова (1936 г.р.) и сын Игорь (1963 г.р.) также шахматисты.